# Augustynów (powiat słupecki)
Augustynów (niem. Augustinhof)– wieś w Polsce położona w województwie wielkopolskim, w powiecie słupeckim, w gminie Zagórów.
W latach 1975–1998 miejscowość należała administracyjnie do województwa konińskiego.